# Rögnitz (å)
För andra betydelser, se Rögnitz (olika betydelser).
Rögnitz är en 57 km lång biflod till Sude i de nordtyska förbundsländerna Mecklenburg-Vorpommern och Niedersachsen. Ån avvattnar en yta av 575 km² och har en medelvattenföring (MQ) av 3,7 m³/s.

## Sträckning

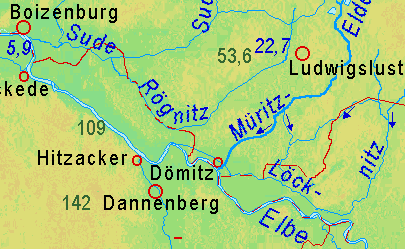
Ån Rögnitz’ läge i Mecklenburg-Vorpommern.

Ån uppstår ur bäcken Beck, som är belägen vid byn Neu Lüblow (ortsdel av Lüblow). Därifrån rinner ån i sydlig riktning och passerar väster om Ludwigslust. Där vänder sig Rögnitz mot sydväst och flyter delvis parallellt med Ludwigslusts kanalen. Vid Menkendorf mynnar Ludwigslusts kanal ut i Rögnitz och nära orten Woosmer vänder sig ån mot nordväst. 
Mellan orterna Woosmer och Gudow utgör den gränsen mellan förbundsländerna Mecklenburg-Vorpommern och Niedersachsen. 
Efter orten Gudow rinner Rögnitz genom Niedersachsen och mynnar ut i floden Sude vid orten Sückau. 